# Rundfjädermossa
Rundfjädermossa (Neckera besseri) är en bladmossart som beskrevs av Juratzka 1860. Rundfjädermossa ingår i släktet fjädermossor, och familjen Neckeraceae. Enligt den finländska rödlistan är arten nära hotad i Finland. Enligt den svenska rödlistan är arten nära hotad i Sverige. Arten förekommer i Götaland, Svealand och Nedre Norrland. Artens livsmiljö är andra skuggiga klippor. Inga underarter finns listade i Catalogue of Life.

## Bildgalleri

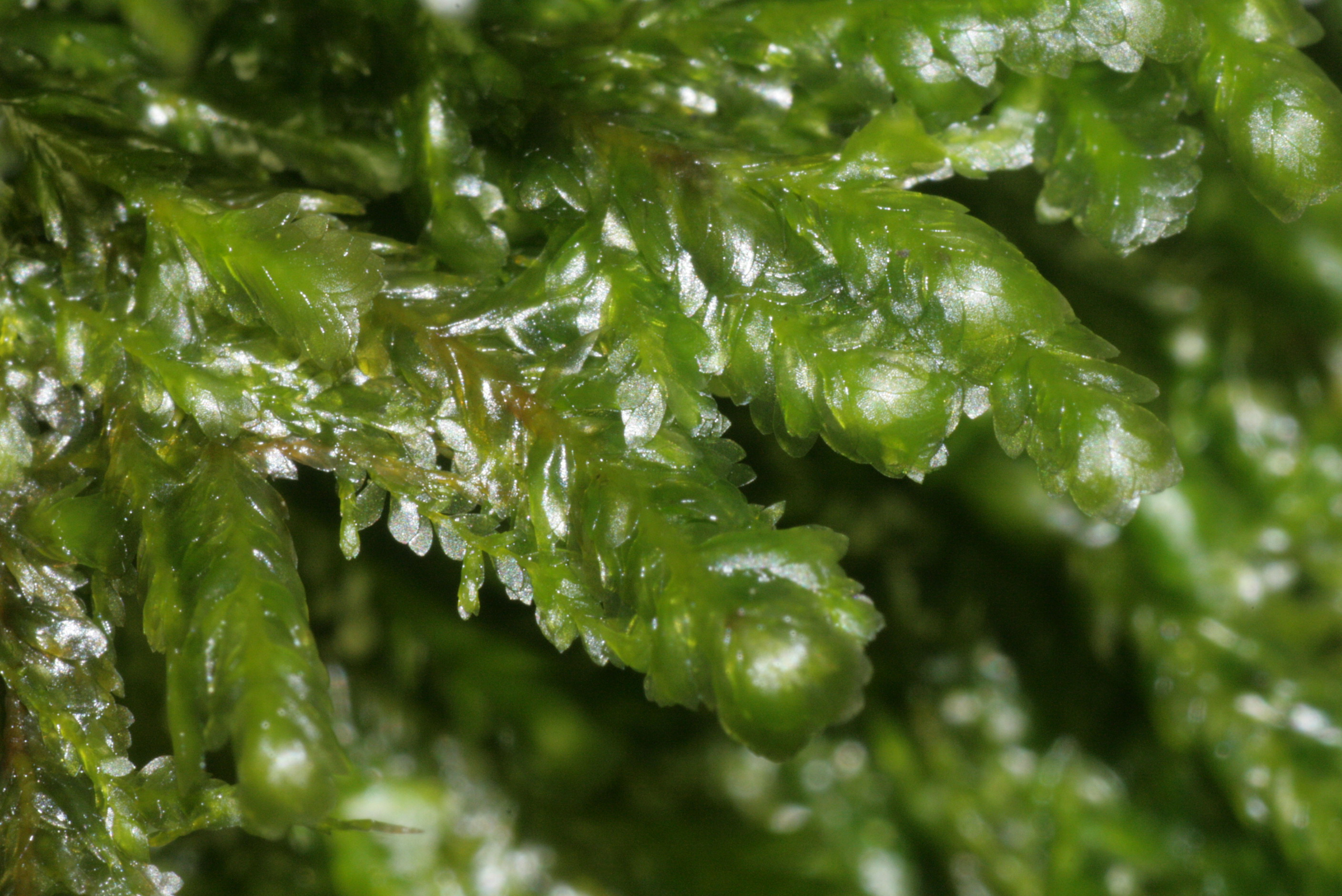
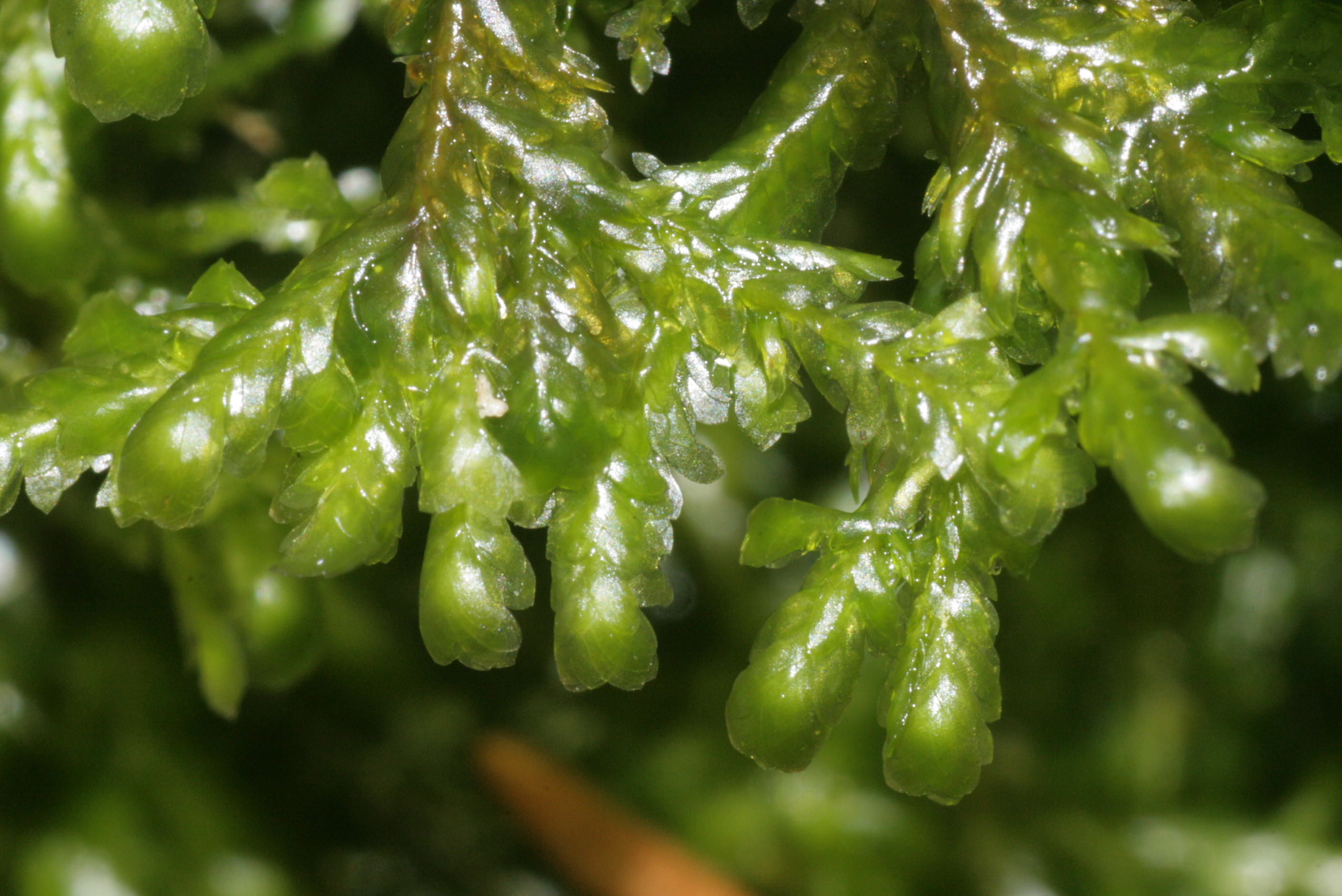
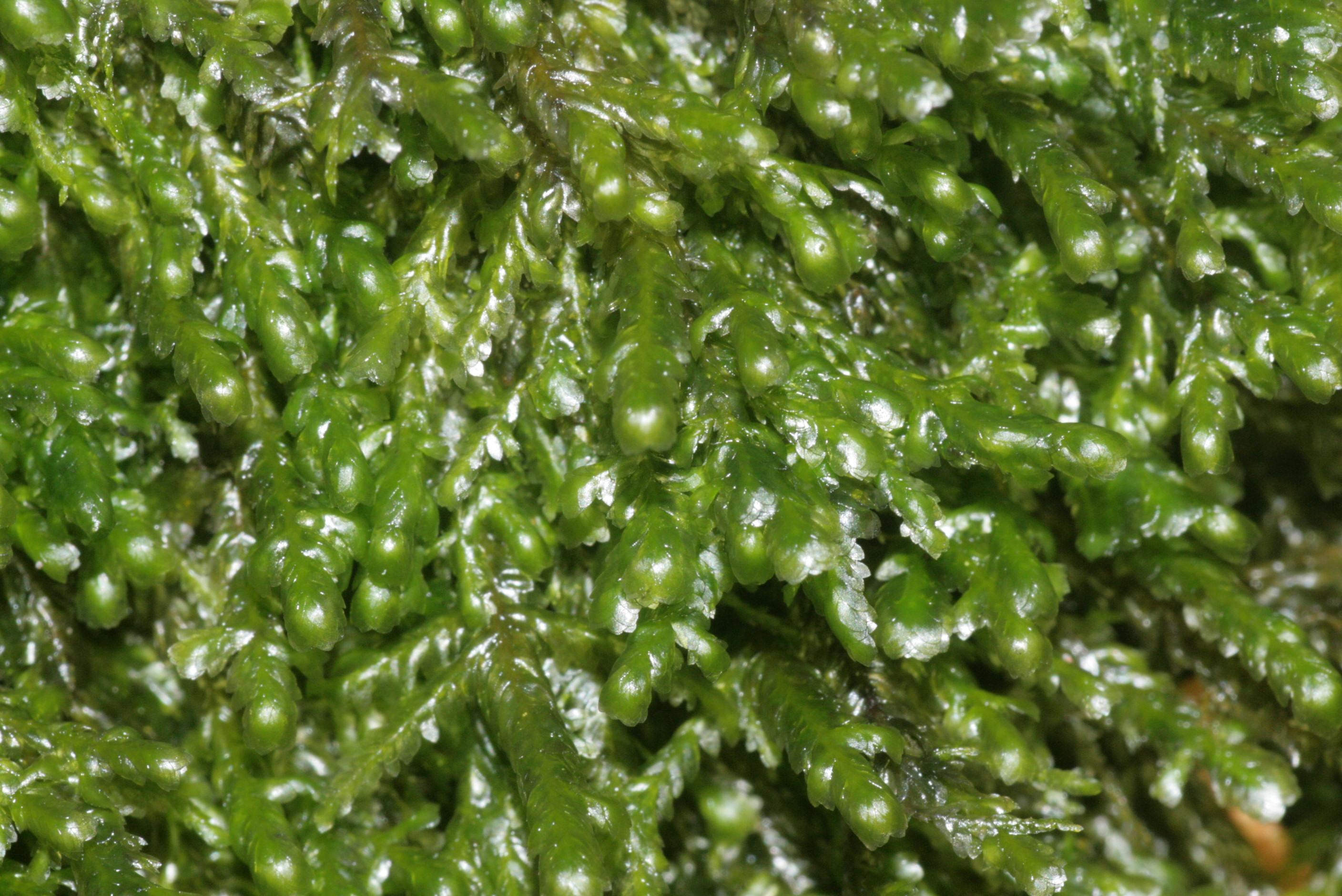
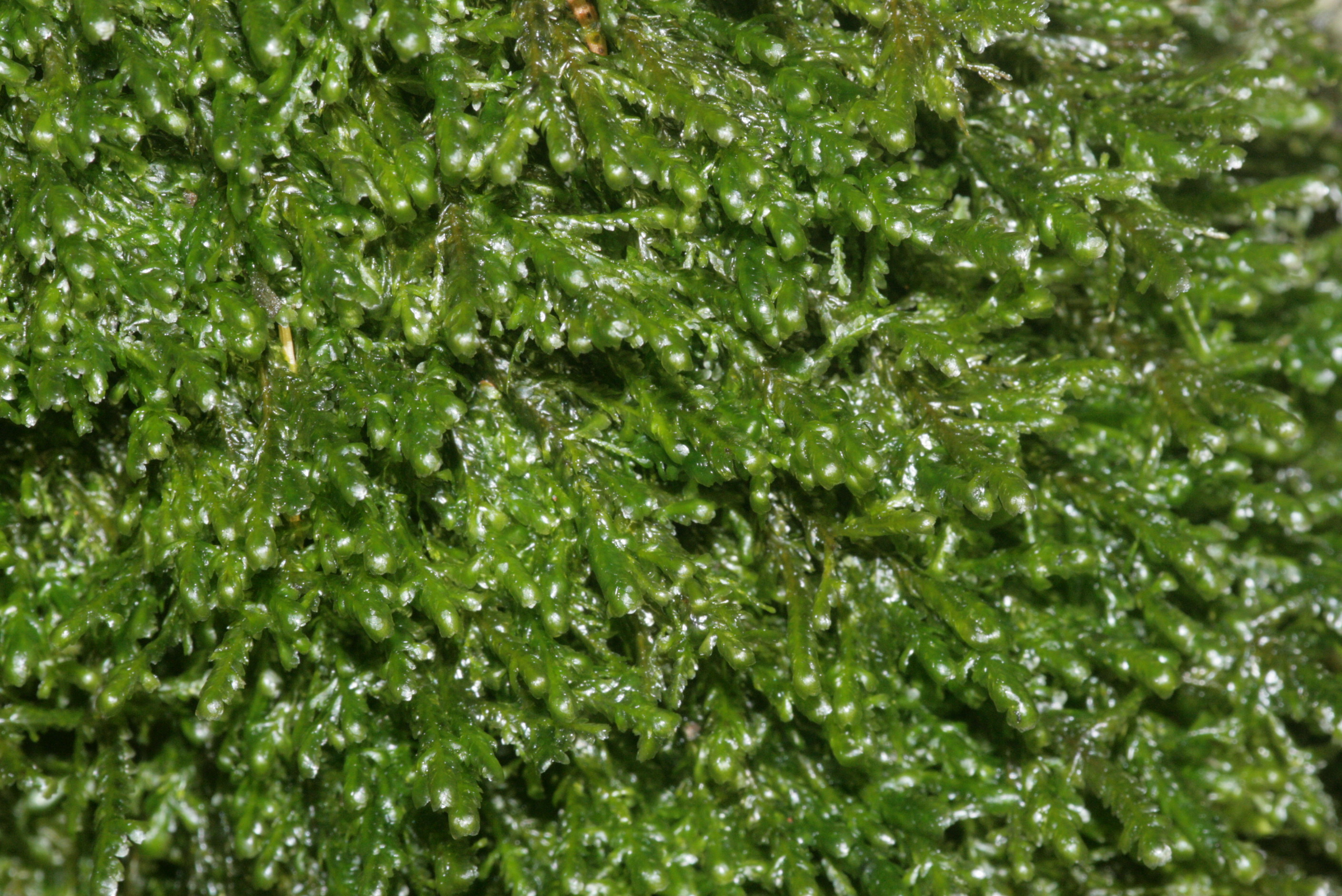
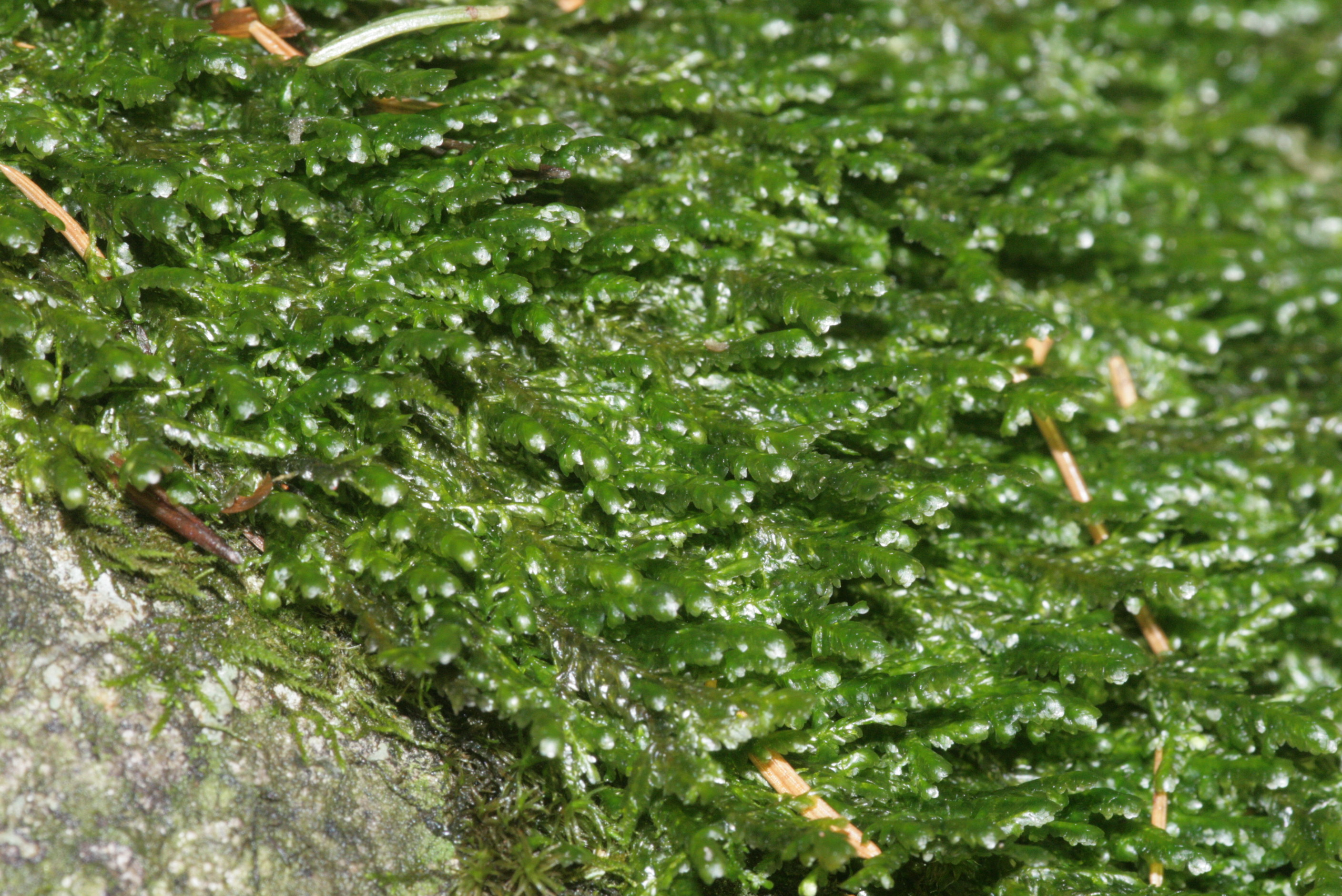
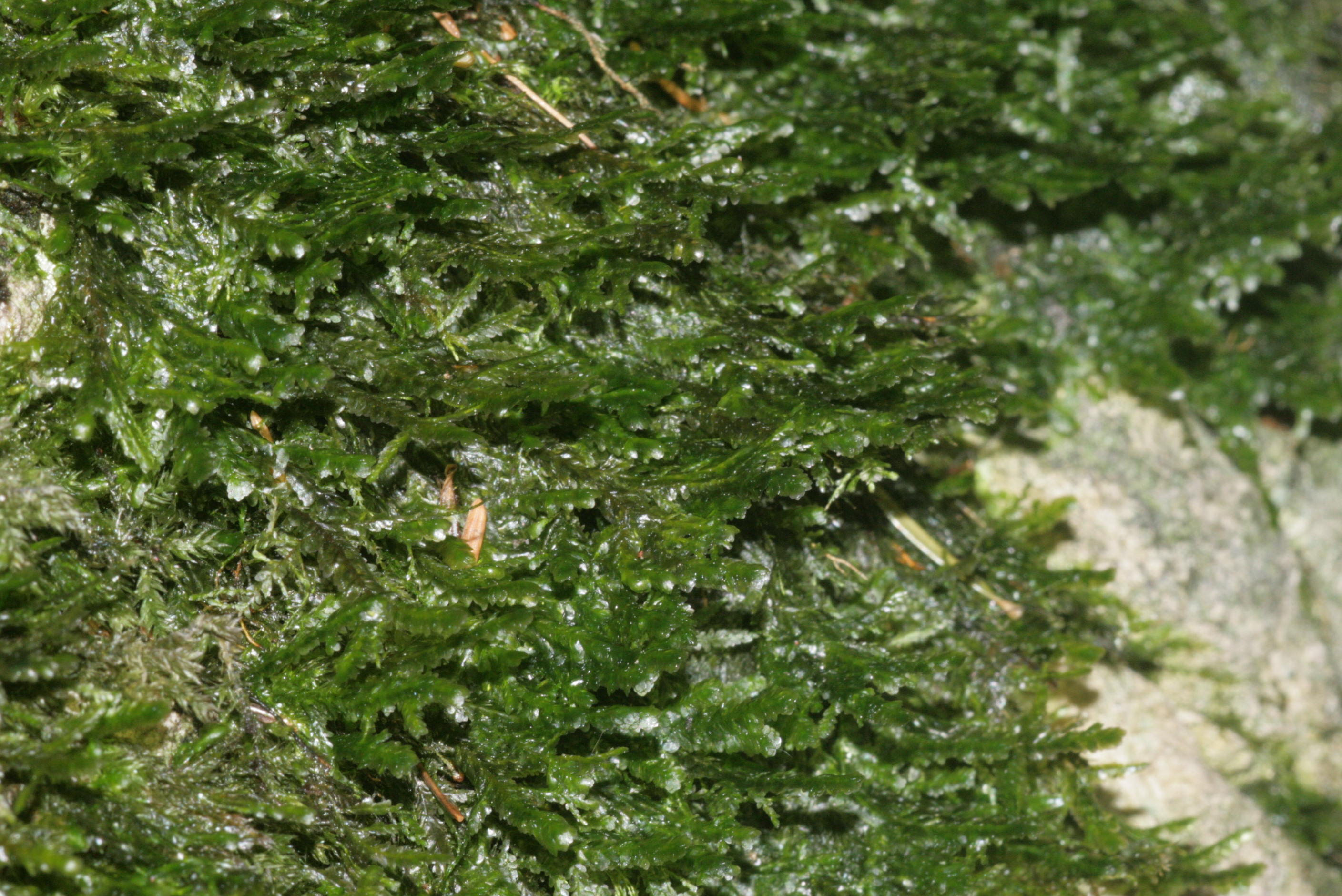